# Chichijimaöarna

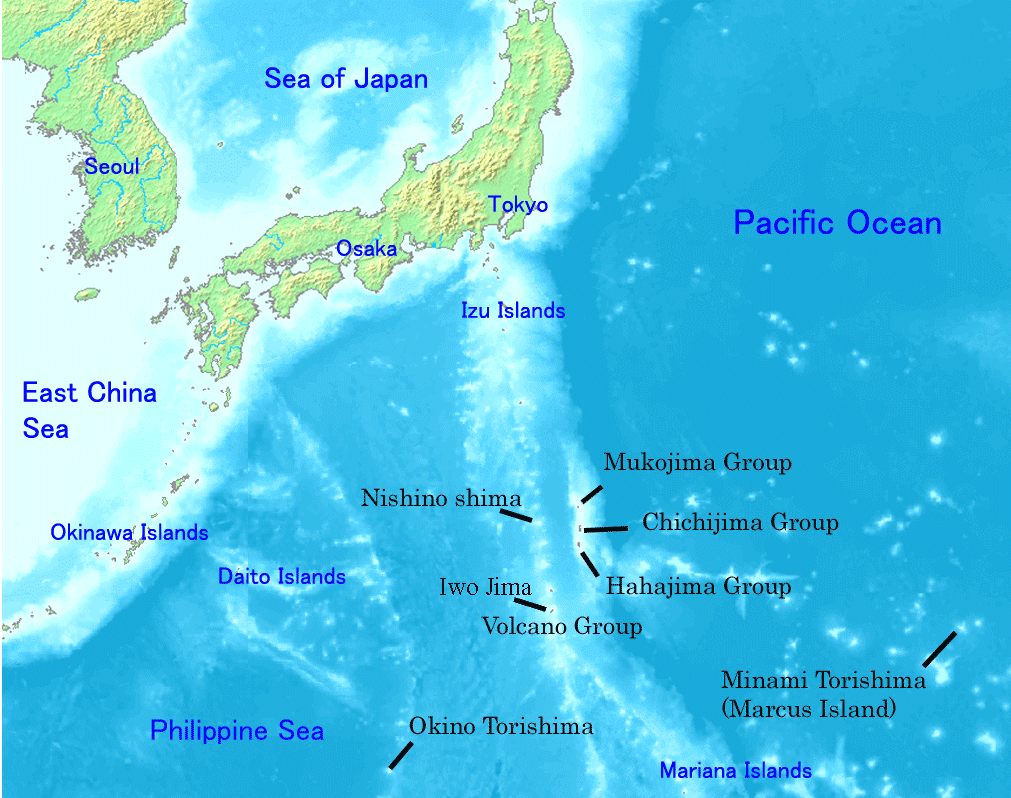
Lägeskarta

Chichijimaöarna (japanska Chichijima -rettō, tidigare Beecheyöarna) är en ögrupp bland Ogasawaraöarna i nordvästra Stilla havet som tillhör Japan.

## Geografi
Chichijimaöarna är den mellersta och största ögruppen bland Ogasawaraöarna och ligger söder om Izuöarna cirka 1 200 kilometer sydöst om Honshu.
Öarna är av vulkaniskt ursprung och har en areal om ca 38,89 km² och består av de tre större öarna:
- Ani-jima (Storebrorön), ca 7,85 km²
- Chichi-jima (Faderön), huvudön, ca 23,99 km²
- Otohto-jima eller Otōto-jima (Lillebrorön), ca 5,30 km²

samt småöarna
- Higashi-jima, ca 0,28 km²
- Minami-jima, ca 0,34 km²
- Nishi-jima, ca 0,49 km²

Den högsta höjden är på ca 970 m ö.h. och finns på Minami-Iō-jima.
Chichijimaöarna är obebodda förutom Chichi-jima och är del i subprefekturen Ogasawara-shichō och tillhör förvaltningsmässigt Tokyo prefekturen på huvudön Honshu.

## Historia
Det är osäkert när öarna upptäcktes, de första dokumenterade japanska kontakterna skedde kring 1670 och då var öarna obebodda.
1853 annekterade amerikanske commodore Matthew C. Perry området.
1862 införlivas området i Kejsardömet Japan.
Under andra världskriget görs huvudön till den japanska flottans kommunikationscentral och bemannas från januari 1944 med ca 25.000 militärpersonal. Öarna ockuperades sedan av USA som förvaltade öarna fram till 1968 då de återlämnades till Japan.
2007 anmäldes Chichijimaöarna tillsammans med övriga Ogasawaraöarna som Unesco världsarv.